# Psaliodes antesignata
Psaliodes antesignata är en fjärilsart som beskrevs av Louis Beethoven Prout 1934. Psaliodes antesignata ingår i släktet Psaliodes och familjen mätare. Inga underarter finns listade i Catalogue of Life.